# Asclepiodotus
Iulius Asclepiodotus war ein hoher römischer Beamter und Militär des ausgehenden 3. Jahrhunderts.
Die (recht unzuverlässige) Historia Augusta nennt Asclepiodotus als dux unter Kaiser Probus (276–282). 292, also bereits unter Kaiser Diokletian, bekleidete er gemeinsam mit Afranius Hannibalianus das Konsulat. Vermutlich bereits seit etwa 290 war er Prätorianerpräfekt, seit 293 unter Kaiser Constantius I. im Nordwesten des Reiches. In dieser Eigenschaft stellte er gemeinsam mit Constantius die römische Herrschaft in Britannien wieder her, wo Carausius und Allectus ein Sonderreich errichtet hatten. Beim Angriff auf Allectus im Jahr 296 verirrte sich Constantius mit seiner Flotte im dichten Nebel an der Isle of Wight, sodass Asclepiodotus als Befehlshaber des anderen Flottenteils den Hauptteil des feindlichen Heeres im Alleingang besiegte. In der Folgezeit wird Asclepiodotus nicht mehr in den Quellen erwähnt.

## Mittelalterliche Rezeption
Der mittelalterliche Gelehrte Geoffrey von Monmouth und walisische Chroniken überliefern eine mittelalterliche Legende, in der Asclepiodotus (walisisch: Alyssglapitwlws) als Herzog von Cornwall und später als König der Briten erscheint. Er sei nach dem Sieg über Allectus zum König gekrönt worden und habe rechtmäßig etwa zehn Jahre regiert. Als Kaiser Diokletian eine Christenverfolgung angeordnet hatte, habe Asclepiodotus dies akzeptiert. Damit habe er die Rebellion des (legendär-fiktiven) Coel ausgelöst, des Herzogs von Colchester. Asclepiodotus sei in einer Schlacht gegen Coel gefallen. Daraufhin sei Coel sein Nachfolger als König der Briten geworden.